# 加洛·普拉萨
加洛·普拉萨·拉索（1906年2月17日—1987年1月28日），第35任厄瓜多尔总统。

## 生平
普拉萨1906年出生于纽约市，父亲是流亡总统莱昂尼达斯·普拉萨·古铁雷斯将军，母亲為阿维林娜·拉索·阿斯卡苏维（Avelina Lasso Ascásubi）。在马里兰州立大学读农业，在美国加州大学柏克莱分校读经济学，在乔治敦大学外交学院担任教授。从1944年到1946年任厄瓜多尔驻美国大使，并代表厄瓜多尔于1945年签署了联合国宪章。
作为总统，他设法促进农产品出口，稳定经济，他于1940年创办了基多美洲学校（Colegio Americano de Quito）。在他担任总统期间发生的安巴托地震，约8000人死亡，受影响省份有通古拉瓦省和科托帕希省，安巴托市和佩利列奥镇及皮利亚罗镇受灾尤为严重。
在黎巴嫩（1958）、刚果（1960年）和塞浦路斯（1965—1964）冲突中，他为联合国调停人有杰出的表现。他曾任美洲国家组织总秘书长，声望颇高。1987年1月28日普拉萨在基多逝世。
| 前任： 卡洛斯·胡利奥·阿罗塞梅纳·托拉 | 厄瓜多尔总统 1948年—1952年       | 繼任： 何塞·马里亚·贝拉斯科·伊瓦拉 |
| 前任： 何塞·安东尼奥·莫拉            | 美洲国家组织秘书长 1968年—1975年 | 繼任： 亚历杭德罗·奥尔菲拉         |